# Apollo Intensa Emozione

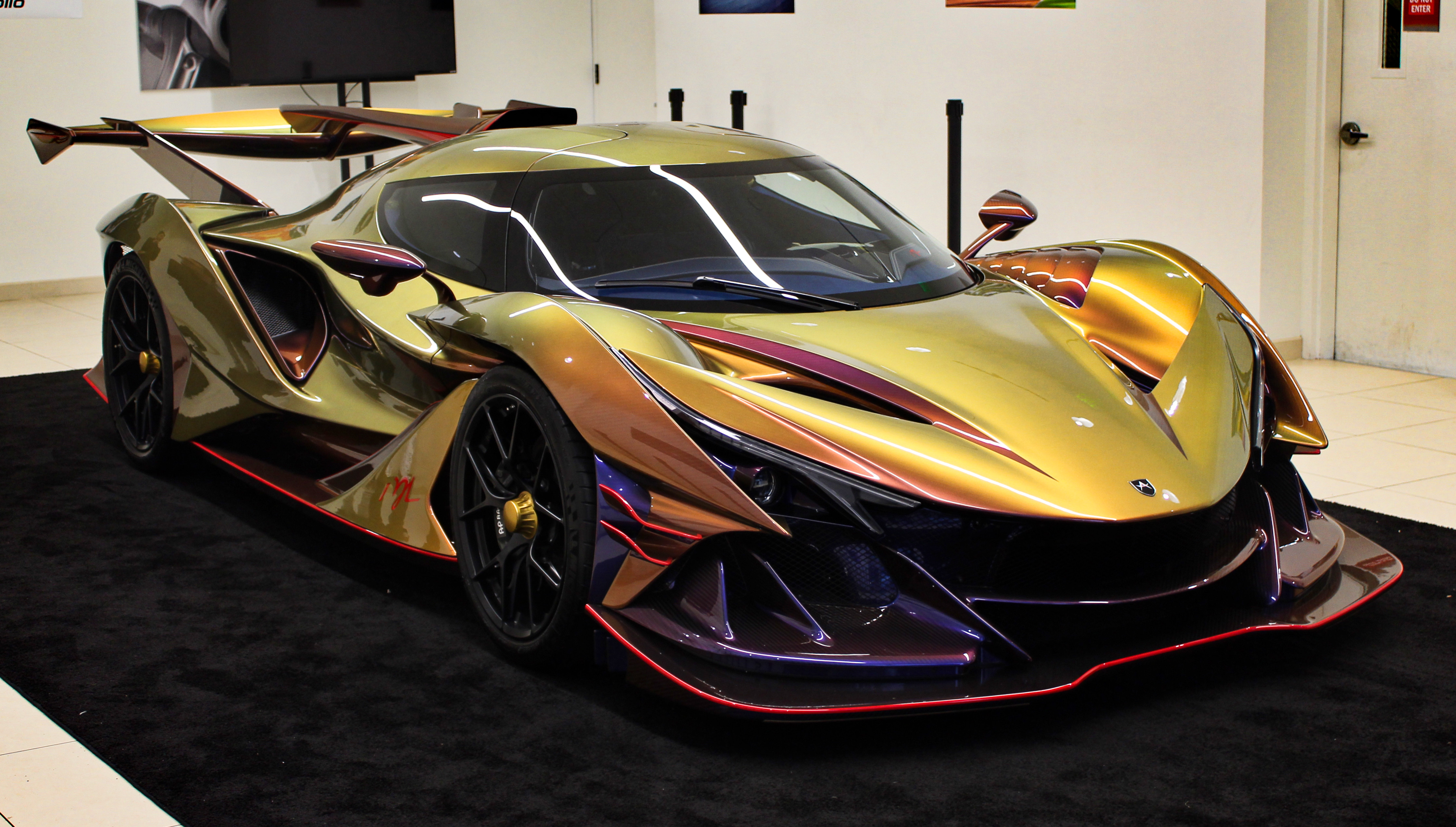

Apollo Intensa Emozione що також нaзивaють IE - це середньомоторний спортивний автомобіль, виготовлений німецьким виробником автомобілів Apollo Automobil GmbH спільно з Manifattura Automobili Torino, розроблений їх головним дизайнером Йовіном Вонгом.  Intensa Emozione з італійської мови перекладається як 'сильна емоція'. 
Це перший автомобіль, випущений компанією Apollo з часів Gumpert Apollo, що вироблявся з 2005 року по 2013.
17 жовтня 2017 року компанія Apollo випустила тизерне відео для Intensa Emozione. 24 жовтня 2017 року відбулося офіційне представлення автомобіля.
Перша Intensa Emozione була продана за $2,670,000 у Сполучених Штатах та інша за €2,300,000 в Європі. Відомо, що заплановано виробництво лише десяти екземплярів і вони всі вже продані.
У червні 2018 року було оголошено, що Apollo співпрацюватиме з компанією HWA AG - філіалом тюнінгу та автоперегонів від Mercedes-Benz tuner AMG, для завершення останнього етапу розробки автомобіля.

## Інформація про автомобіль

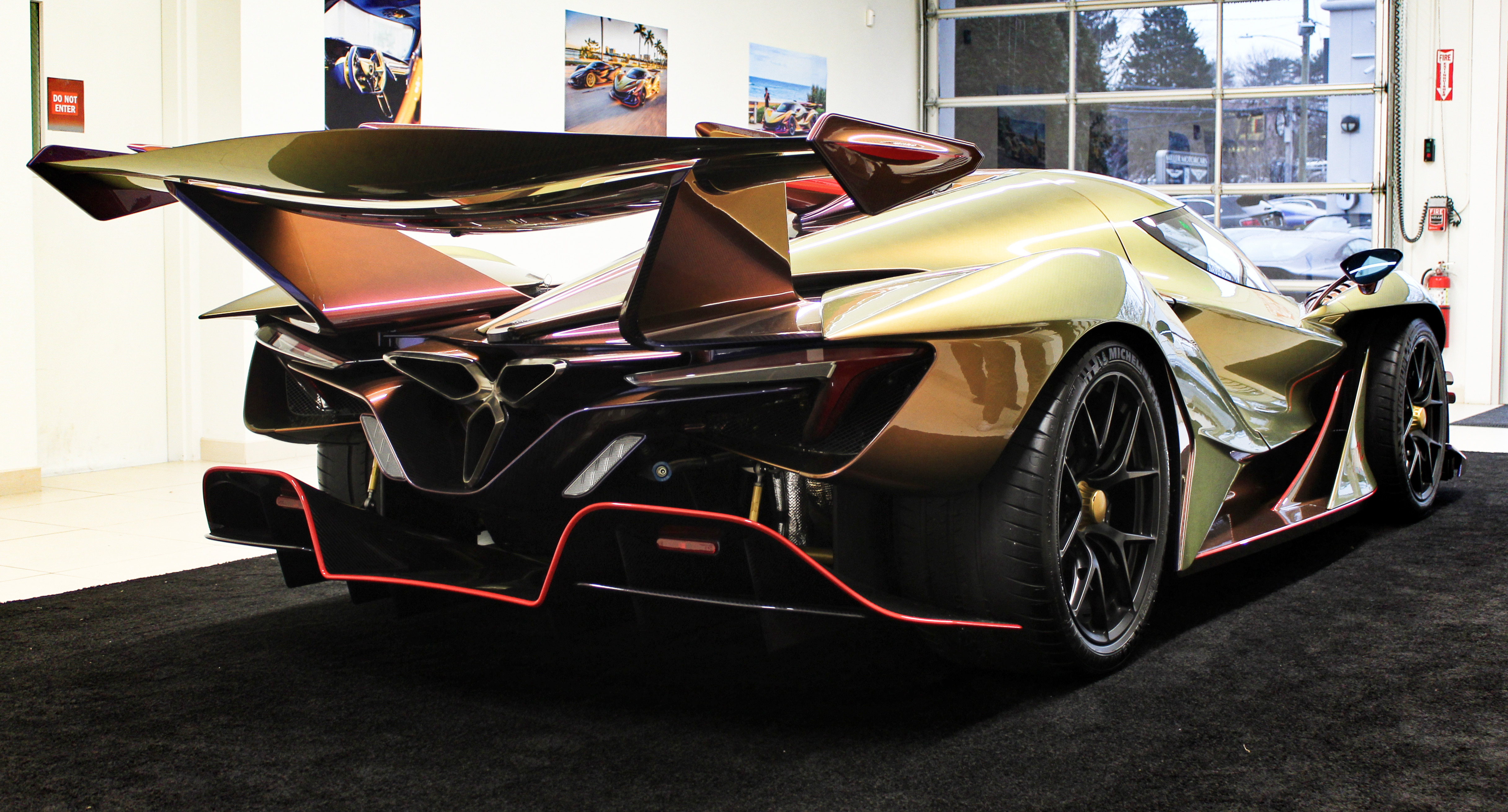
Вид ззаду

### Дизайн
Зовнішній вигляд автомобіля натхненний потоками повітря та природою. Метою розробки IE було просте завдання - побудувати легкий, аеродинамічно ефективний автомобіль, який надає водієві багато зворотного зв'язку і не навантажує його технологічними системами. Усередині гіперкару все також пронизане природою. Він має коконоподібну кабіну пілота з вуглеволокна, оформлену в стилі обтягнутого шкірою прототипу гоночного автомобіля. Окрім природних мотивів, також прагнулося створення дизайну, який би виділявся серед усіх інших спортивних автомобілів.

### Данні про транспортний засіб

#### Характеристика

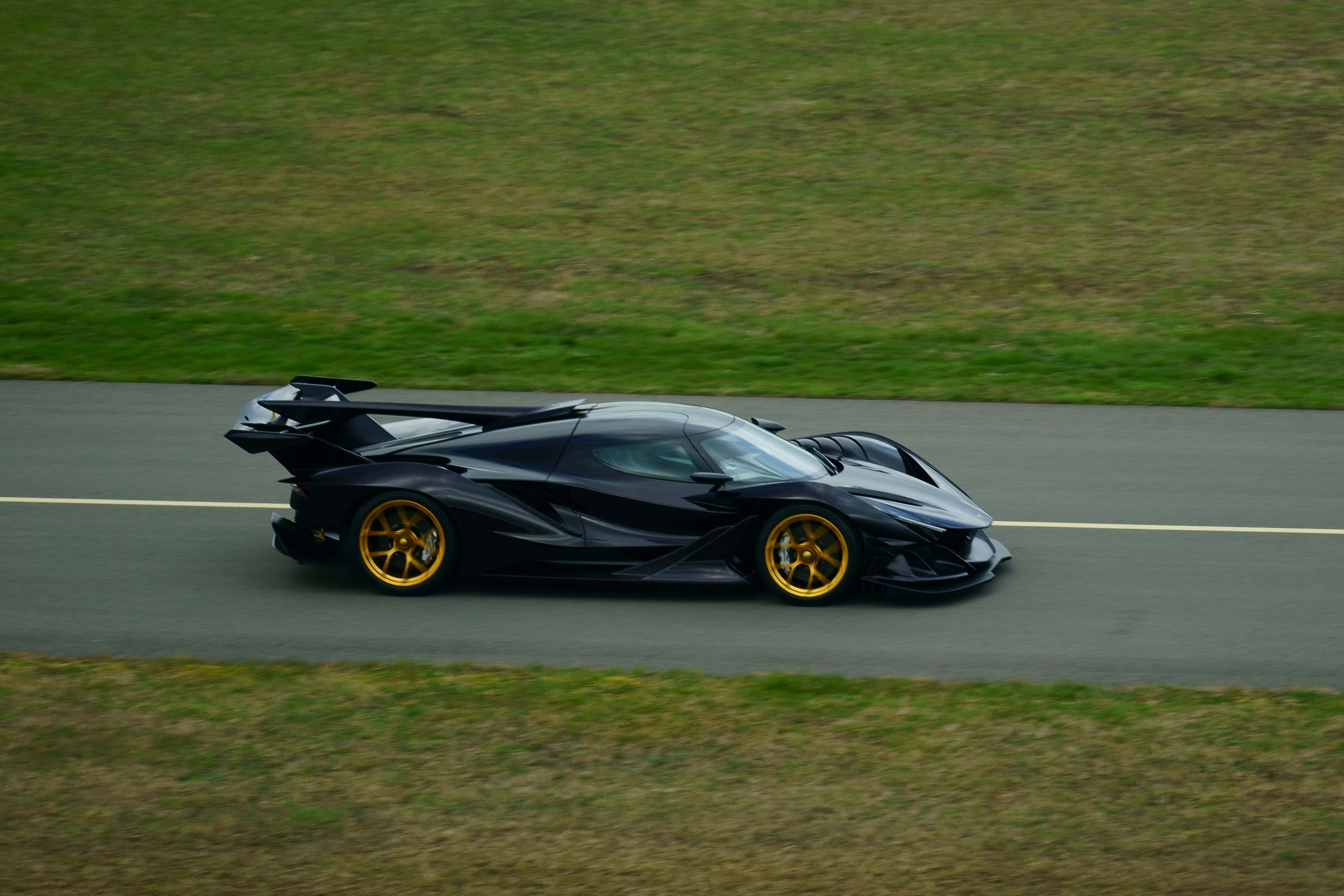
Apollo IE на треці

Intensa Emozione використовує 6,3-літровий атмосферний двигун V12 F140, розроблений компаніями Autotecnica Motori та HWA AG на базі Ferrari. Він має потужність приблизно 791 к.с. (582 кВт; 780 к.с.) при 8 500 об/хв та близько 760 Н⋅м (561 фунт⋅фут) крутного моменту при 6 000 об/хв. Повідомляється, що обертова межа двигуна становить 9 000 об/хв.  Ця потужність передається на задні колеса за допомогою 6-ступінчастої гвинтової механічної трансмісії Hewland. Вага автомобіля становить 1,250 кг.
Амортизатори виготовлені компанією Bilstein. Вони регулюються в трьох режимах: комфорт, спорт та авто. Автомобіль використовує гальмівні системи Brembo з карбонокерамічними дисками розміром 380 x 34 мм ззаду та спереду, а також шестипоршневі супорти спереду та чотирьохпоршневі ззаду. Michelin постачає високопродуктивні шини під назвою Sport Cup 2. Вони забезпечують автомобілю максимальну продуктивність та тягу, що є однією з основних характеристик автомобіля. Диференціальні механізми постачаються компанією Pankl Racing Systems.
Автомобіль Intensa Emozione розганяється від 0 до 97 км/год за 2,7 секунди і може досягти швидкості 335 км/год. Максимальний затримуючий ефект автомобіля становить 1 350 кг за швидкості 299 км/год.

#### Конструкція кузова
Автомобіль майже повністю виготовлений з вуглецевого волокна, але також містить в собі високоміцні сталеві, алюмінієві та титанові деталі. Відсік двигуна залишений відкритим для забезпечення ефективної роботи впускної системи. Весь каркас важить всього-на-всього 105 кг.

## Виробництво
Виробництво Intensa Emozione розпочалося у квітні 2019 року. Поставки почалися у третьому кварталі 2019 року. 
Компанія Capricorn Group відповідає за створення карбонового монококового кузова автомобіля. В той час як HWA AG займається модифікаціями та остаточною збіркою в Аффальтербаху, Німеччині. Там HWA виготовляє свої гоночні автомобілі.
Колір кузова з вуглецевого волокна змінювався двічі, зараз автомобіль чорного кольору. Один з виготовлених автомобілів Apollo IE отриманий у листопаді 2019 року. Він також відомий як версія "ML", що названа на честь свого власника Майкла Лока через дуже виразну колірну схему. Усього буде виготовлено 10 автомобілів Apollo IE.